# Оперный театр Военного мемориала
Оперный театр Военного мемориала (англ. War Memorial Opera House) — здание в калифорнийском городе Сан-Франциско, где с 1932 года находится Опера Сан-Франциско. Входит в состав Военного мемориала и Центра исполнительных искусств Сан-Франциско. 
В апреле 1945 года в стенах театра была проведена Сан-Францисская конференция — первая ассамблея только что организованной Организации Объединённых Наций.

## Архитектура

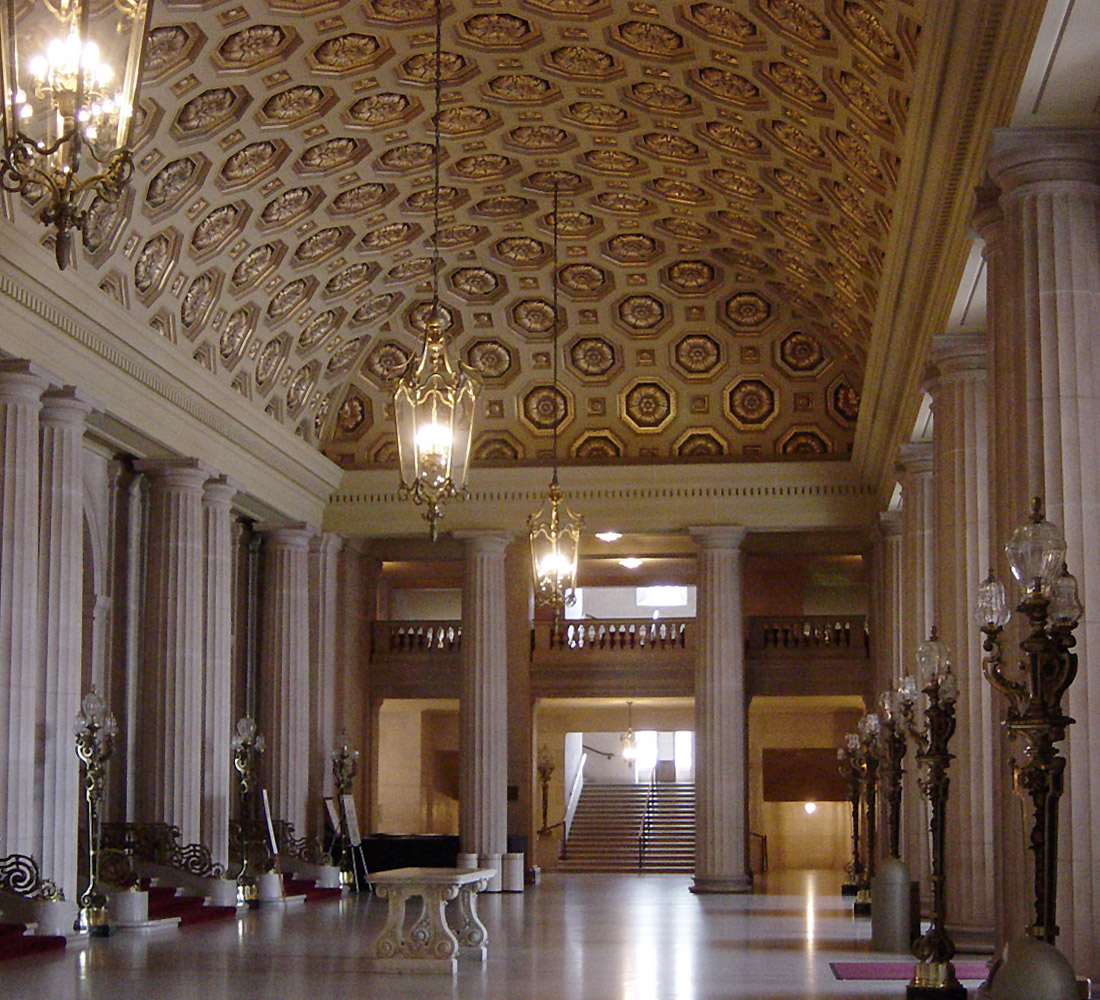
Лестницы вестибюля с обзорными площадками на каждой стороне и входами на главный уровень слева.

Архитекторы — Артур Браун Младший, спроектировавший в 1912—1916 годах ратушу Сан-Франциско, расположенную поблизости, и Дж. Альберт Лансбург — театральный дизайнер, создавший в Лос-Анджелесе театр Орфей и Шрайн-Аудиториум. В 1927 году для реализации проекта муниципалитет выпустил 4 миллиона облигаций, предназначенных для финансирования и постройки первого муниципального оперного театра США. Строительство завершилось пять лет спустя.
Архитектура здания придерживается классического римского дорического ордера в сдержанной и спокойной форме, поминая павших в Первой Мировой войне американцев. Парные колонны опираются на громадные дугообразные окна над высоким цоколем с рустированным фасадом. Эта композиция была вдохновлена строгим дизайном Колоннады Лувра. Примечателен вестибюль с высоким бочкообразным сводом и кессонированным потолком, параллельным улице, на каждой стороне которого имеются обзорные площадки.

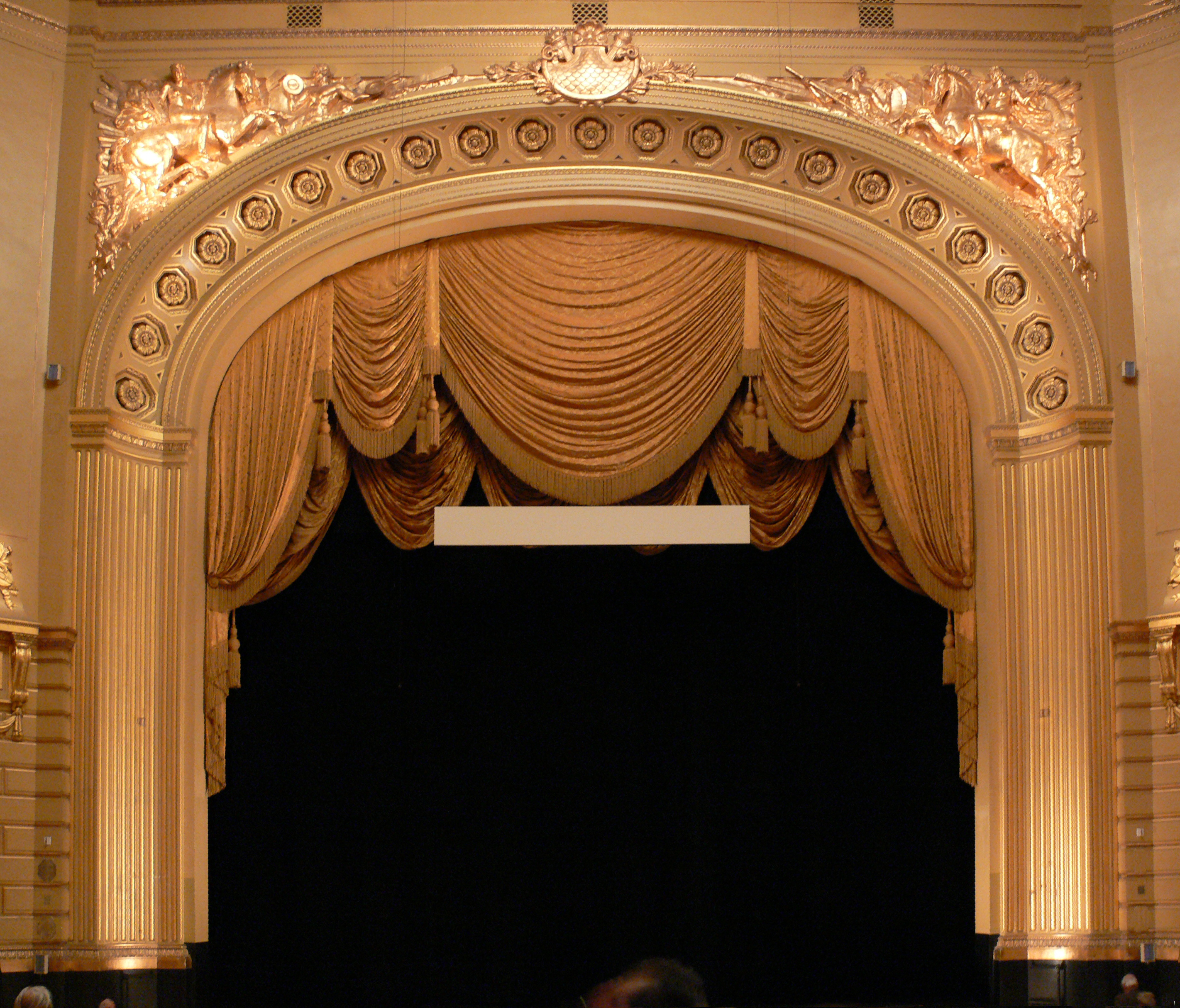
Сцена и авансцена

Над театральным пространством доминирует массивная люстра, состоящая из алюминиевых и стеклянных панелей, висящая под голубым сводом и арка авансцены, украшенная позолоченными живописными скульптурами. Вместимость зрительного зала составляет 3146 сидячих мест, также позади оркестра и балконов находится пространство для 200 стоячих мест. Это меньше, чем Метрополитен-опера (3 800 мест) и Лирическая опера Чикаго (3 500 мест), но больше, чем в главных европейских оперных театрах XIX века (Опера Гарнье — 2 200, Ковент-Гарден — 2 268, Венская опера — 2 280, Ла Скала — 2 800).

## История выступлений
С 1932 по 1980 год большинство своих концертов в этом театре проводил Симфонический оркестр Сан-Франциско. С 1941 по 1952 год RCA Recods записывала в этом театре оркестр под управлением Пьера Монтё, а в январе 1960 года сделала специальную стереофоническую сессию. Также в 1957 и 1958 годах здесь были выполнены записи для RCA c Энрике Хорда. Впоследствии была изготовлена специальная акустическая обшивка вокруг музыкантов, улучшившая звучание. В июне 1980 года в театре состоялся финальный концерт оркестра под управлением Слаткина Леонарда посвящённый Бетховену.
Весной 1945 года Организация Объединённых Наций провела в театре свою первую организованную встречу, которая стала известна как Сан-Францисская Конференция. Устав ООН был составлен и подписан в театре Хербста, находящемся совсем рядом. Шестью годами позднее, в 1951 году, Сан-Францисский мирный договор, декларирующий мир с Японией был составлен и подписан здесь и в театре Хербста.
В годы управления театром Куртом Хербертом Адлером было обнаружено недостаточное использование здания театра и театральный сезон был увеличен. Также выяснился недостаток офисного пространства и пространства для репетиций. В 1974 году Зе По́йнтер Си́стерз (англ. The Pointer Sisters) стали первой поп-группой выступившей в театре. В 1979 году была расширена закулисная зона, с последующим в 1981 году открытием нового крыла, пристроенного к театру со стороны улицы Франклин. Это добавило пространство для сидячих мест, наставников и танцоров, а также создало больше пространства для администрации театра. В то же время был открыт находящийся неподалеку репетиционный зал Зеллербаха, со сценой такого же размера, как и сцена оперного театра.
Произошедшее в 1989 году мощное землетрясение Лома-Приета, потрясшее залив Сан-Франциско, причинило крупный ущерб оперному театру. В 1992 году для наблюдения за технической реновацией здания и сейсмоусилением были приглашена архитектурная фирма «Скидмор, Оуингс и Меррилл» и театральная консалтинговая фирма «Ауербах энд Ассоциэйт». Принимались также частные пожертвования для восстановления и улучшения театра. Новшества включали:
- Суперсовременную световую систему — которая на тот момент, была одной из самых больших и сложных в мире.
- Замену пространства так и не установленного (по проекту) органа современными уборными, которые были необходимы с момента начальной постройки. Орган стал не нужен в связи с открытием близлежащего Симфонического зала Луизы М. Дэвис.
- Подземное расширение под соседней городской площадью для размещения дополнительных гардеробных и закулисных помещений.

## В культуре
- Грязная игра (фильм 1978 года)
- Сердце и души (фильм 1993 года)
- Стив Джобс (фильм 2015 года)